# Haidar Sabah
Haidar Sabah Hassan (in arabo حيدر صباح حسن‎?; 15 marzo 1986) è un calciatore iracheno, di ruolo centrocampista.

## Carriera

### Club
Ha sempre giocato nel campionato iracheno.

### Nazionale
Nel 2004 ha fatto parte della selezione irachena che ha partecipato alla Coppa delle nazioni asiatiche.